# Topyła
Topyła (ukr. Топила) – wieś na Ukrainie, w obwodzie dniepropetrowskim, w rejonie nikopolskim, w hromadzie Myrowe. W 2001 liczyła 1426 mieszkańców.